# Oxid uraničitý
Oxid uraničitý neboli smolinec, (UO2) je chemická sloučenina kyslíku s uranem, který v něm má oxidační číslo IV. Peletky z této látky (viz obrázek) se využívají jako palivo v reaktorech jaderných elektráren.